# 각리초등학교
각리초등학교는 대한민국 충청북도 청주시에 있는 초등학교다.

## 학교 연혁
- 1942. 6. 27. 오창국민학교 부설간이학교 설립인가
- 1944. 4. 1. 각리국민학교 개교
- 1996. 3. 1. 각리초등학교로 개명
- 2000. 3. 6. 신축학교 준공 이전 (각리 646-2번지)
- 2004. 5. 27. 충북청원교육청 각리초등학교 발명교실 개관
- 2008. 3. 1. 초등학교 57학급, 유치원 5학급 편성
- 2008.3.1. ~ 2010.2.28. 충청북도교육청지정 에너지절약시범학교 운영(2년)
- 2010.3.1. ~ 2012.2.29. 충청북도교육청지정 안전교육시범학교 운영(2년)
- 2011. 9. 1. 이문희 교장 취임(제20대)
- 2012.3.1. ~ 2014.2.28. 충청북도교육청지정 인성교육시범학교(2년)
- 2014. 2. 18. 제65회 213명 졸업(총 6,992명)
- 2014.3.1. ~ 2015.2.28. 교육부요청 충청북도교육청지정 학교폭력예방교육시범학교(1년)
- 2014. 9. 1. 신환수 교장 취임(제21대)
- 2021년 각리초 배구부 우승